# 必死
| ウィキペディアには「必死」という見出しの百科事典記事はありません（タイトルに「必死」を含むページの一覧/「必死」で始まるページの一覧）。 代わりにウィクショナリーのページ「必死」が役に立つかもしれません。 |